# مسجد جامع شش‌ناو
مسجد جامع شِش‌ناو از جمله مساجد قدیمی استان مرکزی است که در محله فَم شهر تفرش واقع شده‌است. بنای اولیه مسجد از آثار دوره سلجوقی است که در دوره‌های بعد قسمت‌هایی به آن اضافه شده‌است. این مسجد در تاریخ ۱۹/ ۵ /۱۳۷۹ با شماره ۲۷۷۱ در فهرست آثار ملی ایران به ثبت رسیده‌است.

## نام
علت انتخاب نام شش ناو برای مسجد وجود قناتی در زیر مسجد است که توسط شش عدد ناو در بیرون مسجد و پس از عبور از زیر درخت چناری بزرگ و قدیمی، تقسیم شده و به محله‌های اطراف جریان پیدا می‌کند.
قدمت قنات به قرن سوم هجری قمری بازمی‌گردد.

## بناهای مسجد
مجموعه مسجد شامل گنبدی بزرگ به ارتفاع ۱۵ متر و قطر ۱۶ متر، دو شبستان، ایوان، صحن، یک رشته قنات، چند حجره، حسینیه و مناره‌ای آجری با ارتفاع ۲۰ متر و قطر ۳ متر است. سقف و دیواره مسجد با کاشیکاری و مقرنس‌کاری‌های زیبا تزئین شده‌است.
قدیمی‌ترین و شاخص‌ترین بنای مسجد، معماری آجری مناره آن است که آن را متعلق به قرن پنجم هجری و اوایل عهد سلجوقیان ذکر کرده‌اند. مناره دارای پلکانی مارپیچ است و جدار آن تماماً از آجر ساخته شده‌است. تنها تزئین مناره کتیبه آجری بر فراز آن است و که به خط کوفی نوشته شده‌است. متأسفانه جز کلمه «لا اله الا الله» چیزی در کتیبه باقی نمانده و بقیه حروف از بین رفته‌اند. در غرب مسجد حسینیه‌ای بزرگ وجود دارد که از گذشته در ماه محرم و صفر مکانی برای تعزیه‌خوانی بوده‌است. اطراف حسینیه حجره‌هایی برای نشستن تماشاگران وجود دارد و صفه یا سکوی برجسته‌ای در وسط قرار گرفته که نمایش تعزیه بر روی آن اجرا می‌شود. مقصوره مسجد از بناهای دیگری است که بر فراز آن گنبدی کلاه‌خودی به سبک گنبدهای عصر سلجوقی دیده می‌شود. قاعده گنبد هشت‌ضلعی و عنقی استوانه‌ای‌شکلی به ارتفاع ۵ متر و قطر ۱۶ متر دارد. گنبد با استفاده از آجر تراش ساخته شده‌است.
در سردر صحن ایوانی به دهانه ۵ متر، عمق ۴ متر و ارتفاع ۷ متر وجود دارد که با پوششی از مقرنس گچی تزئین شده‌است. در پاکار پوشش ایوان کتیبه‌ای به خط نستعلیق به تاریخ ۱۲۷۷ هجری قمری وجود دارد. در این کتیبه اشاره‌ای به بانی بنا به نام «محمد ابراهیم بن عباس» شده‌است. همچنین در این مسجد مزار یکی از صحابه امام حسن عسكری (ع) به نام محمد محدث وجود دارد که در قرن ششم هجری به خاک سپرده شده‌است.